# Catolaccus coleophorae
Catolaccus coleophorae är en stekelart som beskrevs av Dzhanokmen 1990. Catolaccus coleophorae ingår i släktet Catolaccus och familjen puppglanssteklar.
Artens utbredningsområde är Turkmenistan. Inga underarter finns listade.